# 米林頓 (伊利諾伊州)
米林頓（英語：Millington）是位於美國伊利諾伊州肯德爾縣和拉薩爾縣的一個村落。

## 地理
米林頓的座標為41°31′43″N 88°35′59″W / 41.52861°N 88.59972°W，而該地最高點為海拔高度172米（即564英尺）。

## 人口
根據2010年美國人口普查的數據，米林頓的面積為1.92平方千米，當中陸地面積為1.78平方千米，而水域面積為0.14平方千米。當地共有人口665人，而人口密度為每平方千米346人。